# Pravni fakultet Univerziteta u Zenici
Pravni fakultet u Zenici je organizaciona jedinica i članica Univerziteta u Zenici. Osnovan je odlukom Skupštine Zeničko-dobojskog kantona 13. septembra 2005. godine.
Dekan fakulteta je prof. dr Enes Bikić.

## Istorija
Senat Univerziteta u Zenici je na sjednici održanoj 22. aprila 2004. godine pokrenuo aktivnosti za osnivanje Pravnog fakulteta u Zenici. Nakon što je imenovan tim i izrađen elaborat o opravdanosti osnivanja ovog fakulteta, Skupština Zeničko-dobojskog kantona je odlukom od 13. septembra 2005. godine osnovala Pravni fakultet kao jednu od članica Univerziteta u Zenici.
Prvi studenti na I ciklusu studija upisani su akademske 2005/06 godine a već sljedeće godine pokrenut je i master studij. 
III ciklus studija, prvi takav na Univerzitetu pokrenut je kademske 2014/15.
Pravni fakultet u Zenici je od marta 2011. godine član i jedan od suosnivača mreže pravnih fakulteta Jugoistočne Evrope.

## Studijski programi
Studij na fakultetu se odvija po principu Bolonjske deklaracije. Organizirani su i izvode se studiji sva tri ciklusa studija i to po sistemu 4+1+3. 
Na prvom ciklusu studija uspostavljen je studijski odsjek:
- Opšti smjer

Na trećem ciklusu studija (doktorski studij) organizuje se studij iz sljedećih oblasti:
- Građansko pravo,
- Državno i međunarodno javno pravo,
- Krivično pravo,
- Istorija države i prava

## Katedre
Pored jedne nematične katedre na fakultetu postoje i 4 matične a to su:
1. Katedra za istoriju države i prava
2. Katedra za građansko pravo
3. Katedra za državno i međunarodno pravo
4. Katedra za krivično pravo

## Spoljašnje veze
- Zvanični veb-sajt